# Chalaze

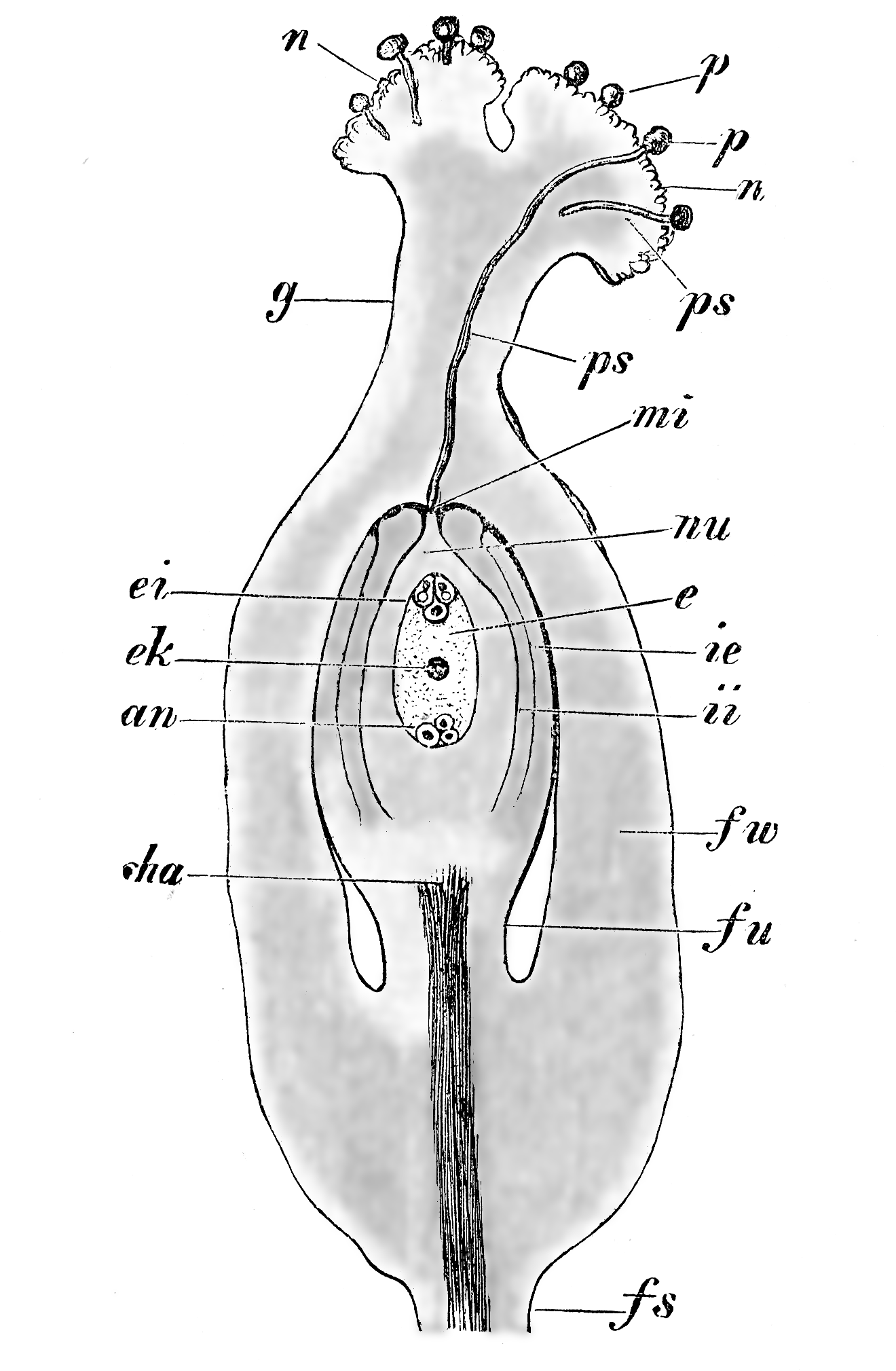
Ovaire de Fallopia convolvulus lors de la fécondation : fu funicule, cha chalaze, nu nucelle, mi micropyle, ii tégument interne, ie tégument externe, e sac embryonnaire, ek noyau du sac embryonnaire, ei oosphère, an antipodes, g style, n stigmate, p grains de pollen, ps tubes polliniques (48 ×).

Une chalaze (prononcé en vrai : "khalaze", le digraphe problématique 'ch' représentant cette fois-ci le son de la lettre grecque khi afin de préserver l'étymologie du terme, au prix toutefois de la correspondance graphème-phonème qui est le pilier d'un alphabet) (du grec χάλαζα, « grêlon », par extension terme médical « kyste de la paupière » ou « chalazion » ; pluriel chalaza[réf. nécessaire]) est un tissu à l'intérieur des œufs d'oiseaux et de reptiles ainsi que des ovules végétaux, qui attache ou suspend le jaune d'œuf ou le nucelle au sein d'une structure plus grande.

## Chez les végétaux
La chalaze est un réseau de fibres à la base des ovules d'Angiospermes qui fixe le nucelle aux téguments externes de l'ovule. Les faisceaux cribrovasculaires du funicule se ramifient au niveau du chalaze pour approvisionner l'ovule à partir de la plante mère.
La chalazogamie est un mode de fécondation chez un certain nombre de familles archaïques de Spermaphytes : le tube pollinique pénètre dans l'ovule par la chalaze et non par le micropyle (porogamie, mode de fécondation le plus courant). La chalazogamie a été découverte par le botaniste Melchior Treub dans une espèce monoïque de Casuarina, et depuis été également observée chez d'autres plantes, par exemple dans le pistachier et le noyer.

## Chez les animaux

Coupe d’un œuf de poule domestique : le jaune (8) est maintenu au centre par les chalazes (4 et 13).

Les deux chalazes dans les œufs d'oiseaux et de reptiles sont des cordons d'albumine fixés à la membrane coquillière interne qui maintiennent le jaune suspendu dans l'œuf et orientent l'axe antéro-postérieur de l'embryon  perpendiculairement au grand axe de la coquille (grâce à l'enroulement senestre de la chalaze à droite de l'embryon, dextre à gauche). Ce réseau de fibres tordues sur elles-mêmes en spirale est semblable à un ressort.
Certains animaux, tel le Pogona viticeps, pondent des œufs qui ne possèdent pas de chalaze.